# Anna Banti
Lucia Longhi Lopresti, més coneguda com a Anna Banti   (Florència, 27 de juny de 1895 - Ronchi, 2 de setembre de 1985) és una historiadora de l'art i novel·lista italiana. Va escriure Itinerario di Paolina (1937), Artemisia (1947), Le donne muoiono (1952), La monaca di Sciangai (1957) i Campi Elisi (1963), entre d'altres.
Juntament amb el seu marit Roberto Longhi va cofundar la revista Paragone, especialitzada en art, i el 1970 va assumir-ne la direcció. El 1972 va guanyar el Premi Bagutta. La seva autobiografia Un Grido Lacerante, es va publicar el 1981 i va guanyar el premi Antonio Feltrinelli. La seva obra reflecteix la condició femenina i l'emancipació de la dona.